# Hans Joachim Staude

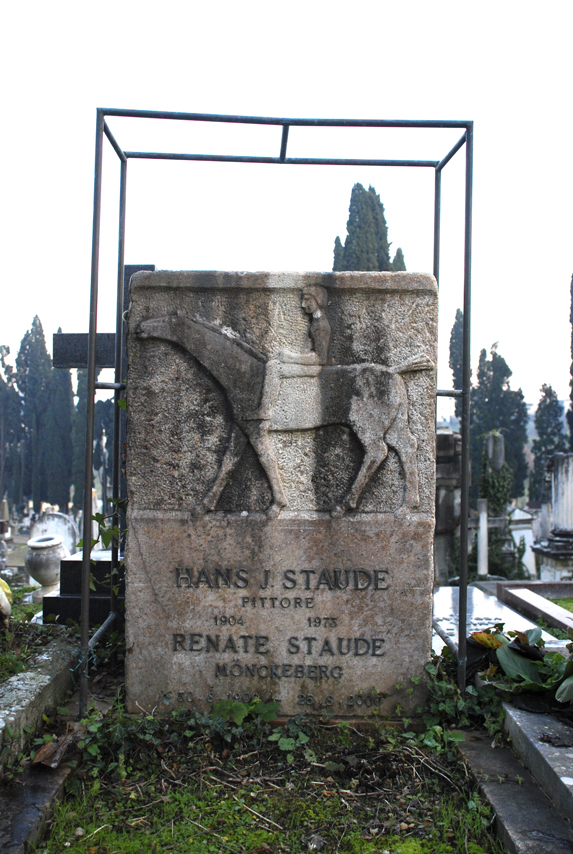
Grabmal auf dem Cimitero Evangelico agli Allori in Florenz

Hans Joachim Staude (* 1904 in Port-au-Prince; † 23. Juli 1973 in Florenz) war ein deutscher Maler.

## Leben
Staudes Vater Hans-Carl stammte aus Halle (Saale), war Kaufmann auf Haiti und hatte die dort geborene Deutsch-Französin Elsa Tippenhauer geheiratet. Die Mutter zog 1909 mit den beiden Söhnen zurück nach Hamburg in die Körnerstraße.  Staude hielt sich 1923, als er bereits zu malen angefangen hatte, längere Zeit beim Vater in Haiti auf und wurde 1924 in Hamburg Schüler bei Hugo Ernst Schnegg. Im Jahr 1925 machte er mit diesem eine Studienreise nach Italien und verließ in Florenz dessen Reisegruppe. 1927 zurückgekehrt machte er in Paris Bekanntschaft mit dem Bildhauer Ludwig Kasper. Er ließ sich 1929 endgültig in Florenz nieder, wo er in die gesellschaftlichen Kreise um  Bernard Berenson und Maja Winteler Einstein aufgenommen wurde. Er wohnte in der Villa Strozzi-Machiavelli in der Via della Campora. An der Akademie von Florenz war er zwischen 1935 und 1938 Schüler von Felice Carena, danach hatte er erste Malschüler und erste Ausstellungen in den italienischen Kulturmetropolen.
Im Jahr 1942 wurde er in die deutsche Wehrmacht eingezogen. Nach Kriegsende malte und unterrichtete er wieder in Florenz und hatte nun auch in Deutschland einige wenige Ausstellungen. Der Palazzo Pitti erwarb über die Jahre fünf Werke, die Uffizien eine Zeichnung und ein  Selbstbildnis für ihre Galerie der Selbstporträts.
Er ist in Florenz auf dem  Cimitero Evangelico agli Allori begraben.
Seit 1938 war er mit der Architektin Renate Mönckeberg verheiratet. Die Kinder Jakob und Angela wuchsen in Italien auf, Angela wurde die Ehefrau von Tiziano Terzani.

## Schriften / Übersetzungen
- Maria Chiapelli[2], Stimmen in der Stille : Novellen, (L'oca minore). Aus d. Ital. übers. v. Hans Joachim Staude. Jena : Diederichs, 1943.
- Die deutschen Zeitwörter : vollständig durchkonjugiert und mit italienischer, spanischer, französischer und englischer Übersetzung, Florenz : Monsalvato, 1943.
- John Pettavel, Nackt sind wir alle : Roman. Übertr.: Hans Joachim Staude, Düsseldorf : Diederichs 1952

## Ausstellungen
- 6. – 21. April 1963 Retrospektive in der  Accademia delle Arti del Disegno Florenz.
- 1972 Erste Ausstellung noch zu Lebzeiten in Hamburg.
- 24. März – 29. Juni 1996 Retrospektive als Dokument des Novecento Italiano im Palazzo Pitti in Florenz.
- 4. Mai – 29. Juli 2001 Ausstellung „Hans-Joachim Staude, Poet des Südlichen Lichts“ in Berlin, Zitadelle Spandau; „Ein Hamburger Maler in Florenz“, in Hamburg 13. September bis 12. Oktober 2001

## Ausstellungskataloge
- Mostra antologica ... Hans J. Staude. Firenze : Galleria dell’Accademia, 1963.
- Hans Joachim Staude. Palazzo Pitti, Galleria d’arte moderna, 1996, ISBN 978-88-7038-281-5, darin: Susanna Ragionieri: Staude e l’Italia.
- Hans-Joachim Staude, Gemälde und Pastelle. Firenze : Ed. Polistampa, 2001.